# Odontopera exoglypha
Odontopera exoglypha är en fjärilsart som beskrevs av Claude Herbulot 1982. Odontopera exoglypha ingår i släktet Odontopera och familjen mätare. Inga underarter finns listade i Catalogue of Life.